# Arrest Antonissen
Het arrest Antonissen is een prejudiciële beslissing van het Hof van Justitie van de Europese Gemeenschappen van 26 februari 1991 (zaak C-292/89),
inzake:
- het vrije verkeer van werknemers,
- zoeken naar werk in een andere lidstaat,
- verblijfsvergunning geweigerd, gerelateerd aan een termijn van zes maanden.

## Richtlijn
Richtlijn 64/221/EEG van de Raad van 25 februari 1964 voor de coördinatie van de voor vreemdelingen geldende bijzondere maatregelen ten aanzien van verplaatsing en verblijf, die gerechtvaardigd zijn uit hoofde van de openbare orde, de openbare veiligheid en de volksgezondheid, PB 1964, L 56, blz. 850

## Casus en procesverloop
Gustaff Desiderius Antonissen heeft de Belgische nationaliteit.

3. Antonissen kwam in oktober 1984 naar het Verenigd Koninkrijk. Hij had daar nog geen werk gevonden, toen hij op 30 maart 1987 door de Crown Court te Liverpool tot gevangenisstraf werd veroordeeld wegens illegaal bezit en het ten verkoop voorhanden hebben van cocaïne.
Op 21 december 1987 werd hij voorwaardelijk ("on parole") vrijgelaten.
4. De uitwijzing werd gelast op grond van artikel 3, lid 5, sub b, van de Immigration Act 1971 (hierna: "wet van 1971") dat de
Secretary of State machtigt buitenlandse onderdanen uit te wijzen wanneer "het algemeen belang" zulks vordert.
5. Antonissen stelde tegen dat besluit van de Secretary of State beroep in bij het Immigration Appeal Tribunal.
Voor deze rechterlijke instantie betoogde Antonissen, dat hij als EG-onderdaan viel onder de beschermende bepalingen van richtlijn 64/221/EEG (...).
Het Tribunal was van oordeel, dat nu hij al meer dan zes maanden werk zocht op het Britse grondgebied, hij niet meer kon worden gelijkgesteld met een communautaire werknemer en geen aanspraak meer kon maken op toepassing van die richtlijn.
De nationale rechter baseerde dit oordeel op artikel 143 van de Statement of Changes in Immigration Rules, een uitvoeringsregeling van de Immigration Act, op grond waarvan een onderdaan van een Lid-Staat kan worden uitgewezen wanneer hij zes maanden na zijn aankomst in het Verenigd Koninkrijk nog geen werk heeft gevonden of anderszins beroepswerkzaamheden verricht.
6. Nadat zijn beroep was verworpen, stelde Antonissen hoger beroep in bij de High Court of Justice, Queen's Bench Division, (...)

Deze rechter heeft het Hof van Justitie verzocht om een prejudiciële beslissing.

## Rechtsvragen
- Omvat het vrije verkeer van werknemers ook (het recht op een verblijfsvergunning voor) het zoeken naar werk? (Ja.)
- In de Britse wettelijke regeling eindigt het verblijfsrecht na 6 maanden vruchteloos zoeken naar werk. Mag dat? (Ja.)

## Uitspraak Hof

### zoeken naar werk
De verdragsbepalingen inzake het vrije verkeer van werknemers betreffen ook het zoeken naar werk, en een daartoe strekkend recht van verblijf.

13. Bijgevolg moet artikel 48, lid 3 [EEG-verdrag], aldus worden uitgelegd, dat daarin op niet-uitputtende wijze een aantal rechten worden genoemd die de onderdanen van de Lid-Staten in het kader van het vrije verkeer van werknemers genieten, en dat deze vrijheid impliceert dat de onderdanen van de Lid-Staten ook het recht hebben om zich binnen het grondgebied van de andere Lid-Staten vrij te verplaatsen en daar te verblijven ten einde er werk te zoeken.
14. Deze uitlegging van het Verdrag strookt overigens met die welke de communautaire wetgever voor ogen staat, zoals blijkt uit de bepalingen ter uitvoering van het beginsel van het vrije verkeer, met name (...), die impliceren dat EG-onderdanen het recht hebben om zich voor het zoeken van werk naar een andere Lid-Staat te begeven en daar dus ook te verblijven.
15. Derhalve moet worden nagegaan of het voor het zoeken van werk uitgeoefend verblijfsrecht, zoals dat uit artikel 48 en uit de bepalingen van verordening nr. 1612/68 voortvloeit, in de tijd kan worden beperkt.

### beperking tot zes maanden
Het verblijfsrecht van een gemeenschapsonderdaan die zonder succes werk heeft gezocht, kan in de tijd worden beperkt,
zonder dat hij daardoor zijn onbeperkte recht op toegang tot de arbeidsmarkt verliest.

[dictum] De bepalingen van het gemeenschapsrecht inzake het vrije verkeer van werknemers staan niet in de weg aan een wettelijke regeling van een Lid-Staat, die bepaalt dat een onderdaan van een andere Lid-Staat die in eerstgenoemde staat werk is komen zoeken, gedwongen kan worden – met de mogelijkheid van beroep – die staat weer te verlaten indien hij er na zes maanden geen werk heeft gevonden, tenzij de belanghebbende aantoont dat hij nog steeds werk zoekt en een reële kans heeft het te vinden.

## Conclusie
- Het vrije verkeer van werknemers heeft ook betrekking op het zoeken naar werk.
- Als een verblijfsvergunning voor het zoeken naar werk wordt beperkt tot zes maanden, dan is zo'n wettelijke regeling niet in strijd met het gemeenschapsrecht.